# Баркер, Элинор
Элинор Джейн Баркер (англ. Elinor Barker; род. 7 сентября 1994, Кардифф) — британская профессиональная велогонщица, выступающая за UCI Women’s Team UCI Uno-X Mobility. Представляя Великобританию на международных соревнованиях Баркер стала олимпийской чемпионкой, трёхкратной чемпионкой мира и семикратной чемпионкой Европы в командной гонке преследования, а также трёхкратной чемпионкой мира в гонке по очкам и в скрэтче, чемпионкой мира в мэдисоне, двукратной чемпионкой Европы в мэдисоне и однократной чемпионкой Европы в гонке на выбывание.
В 2017 году, за заслуги в развитии велоспорта, Баркер была награждена орденом Британской империи.
Старшая сестра велогонщицы Меган Баркер.

## Биография
Элинор Джейн Баркер родилась в семье Грэма Баркера, заместителя директора общеобразовательной школы Сент-Джулианс в Ньюпорте. У неё есть два старших брата, Джо и Харри, и сестра Меган, которая на три года младше её и также ставшая успешной велогонщицей.
В возрасте 10 лет Баркер занялась велоспортом в команде Maindy Flyers, чтобы избежать занятий плаванием. Была принята в Академию олимпийского развития British Cycling, но оставалась в Уэльсе до получения аттестата зрелости в 2013 году, после чего переехала в Манчестер для постоянных тренировок на Манчестерском велодроме.
В 2012 году на чемпионате мира по шоссейному велоспорту в Валкенбюрге стала чемпионкой в индивидуальной гонке среди юниоров, преодолев 15,6-километровую дистанцию за 22 минуты и 26,29 секунды, опередив датчанку Сесили Утруп Людвиг на 35,87 секунды. Впоследствии Баркер была названа спортсменкой года по версии Carwyn James Junior на церемонии вручения премии BBC Wales Sports Personality of the Year в 2012 году.
В 2013 году на чемпионате мира по трековому велоспорту впервые стала чемпионкой мира среди элиты в командной гонке преследования.
Баркер представляла Уэльс на Играх Содружества в Глазго в 2014 году, завоевав серебряную и бронзовую медали.
В сентябре 2014 года Баркер присоединилась к команде Matrix Fitness Pro Cycling на 2015 год.
На домашнем чемпионате мира в Лондоне Баркер в составе команды преследования вместе с Киарой Хорн, Джоанной Рауселлд и Лорой Тротт завоевала бронзовую медаль после неудачной квалификации. На летних Олимпийских играх 2016 года Баркер вместе с Кэти Арчибальд, Джоанной Рауселлд и Лорой Тротт завоевала золотую медаль в командной гонке преследования с мировым рекордом — 4 минуты и 10,236 секунды.
Вернувшись на трек после Олимпиады, Баркер завоевала серебряную медаль на Чемпионате Европы. После этого Баркер выиграла гонку по очкам на этапе Кубка мира в Апелдорне. Баркер завершила 2016 год успехом на национальном чемпионате по мэдисону вместе с Лорой Кенни. В 2017 году Баркер заняла второе место в соревнованиях по оминимуму и третье в скрэтче на национальном чемпионате. Баркер заняла впечатляющее третье место в гонке по очкам на этапе Кубка мира в Лос-Анджелесе, несмотря на то, что имела всего 15 минут отдыха после мэдисона. В финале шестидневной серии на Майорке Баркер выиграла титул, несмотря на то, что не выиграла ни одной гонки. На чемпионате мира Баркер завоевала две серебряные медали: одну в скрэтче и другую в мэдисоне вместе с Эмили Нельсон. Баркер завоевала свой первый индивидуальный титул чемпионки мира в гонке по очкам.
На Играх Содружества 2018 года в Голд-Кост Баркер взяла золото в гонке по очкам за Уэльс, опередив шотландцев Кэти Арчибальд и Ниа Эванс. Победа Баркер стала первым титулом на Играх Содружества для валлийских велогонщиц с 1990 года. Позже в том же году она в составе сборной Великобритании завоевала золото в командной гонке преследования на чемпионате Европы по трековому велоспорту в Глазго. На чемпионате мира по трековому велоспорту 2019 года в Прушкове Баркер завоевала радужную майку в скрэтче, что стало её первым мировым титулом в этой дисциплине.
На чемпионате мира по трековому велоспорту 2020 года в Берлине Баркер выиграла золото в гонке по очкам в заключительный день чемпионата, завоевав единственный титул команды GB на этой встрече. Была в составе команды, завоевавшей серебро в командной гонке преследования. Позже в том же году Баркер завоевала два титула на Чемпионате Европы по трековому велоспорту: один в составе команды преследования вместе с Кэти Арчибальд, Ниа Эванс, Лорой Кенни и Джози Найт, а также индивидуальное золото в гонке на выбывание.
В 2021 году Баркер вошла в состав британской команды, завоевавшей серебро в женской командной гонке преследования на перенесённых летних Олимпийских играх в Токио. Во время Игр она подписала двухлетний контракт с командой Uno-X с 2022 года. В апреле 2023 года Баркер продлила свой контракт с Uno-X до 2027 года.